# Lista conților d'Eu
Aceasta este o listă a conților d'Eu, un fief francez medieval din regiunea Normandia.

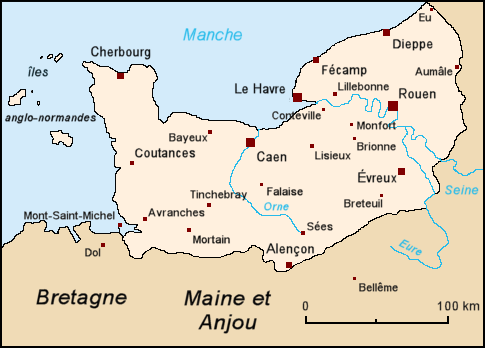
Map of Normandy

## Casa deNormandia

Blazonul conților d'Eu din casa de Normandia: D'azur, au lion d'or,l'écu semé de billettes d'or

- 996–1015 Geoffroi d'Eu, fiul ducelui Richard I de Normandia
- 1015–1040 Gilbert de Brionne, fiul precedentului, de asemenea conte de Brionne
- 1040–1058 Guillaume I, fiul ducelui Richard I de Normandia
- 1058–1080 Guillaume Busac, fiul precedentului
- 1080–1091 Robert I, fratele precedentului, de asemenea senior de Hastings
- 1091–1096 Guillaume al II-lea, fiul precedentului, de asemenea senior de Hastings
- 1096–1140 Henric I, fiul precedentului, de asemenea senior de Hastings
- 1140–1170 Ioan, fiul precedentului, de asemenea senior de Hastings
- 1170–1191 Henric al II-lea, fiul precedentului, de asemenea senior de Hastings
- 1191–1246 Alice, fiica precedentului

## Casa de Lusignan

Blazonul conților d'Eu din Casa de Lusignan

- 1197–1246 Raul I, soțul precedentei, de asemenea senior d'Exoudun
- 1246–1250 Raul al II-lea, fiul precedenților, de asemenea seniot d'Exoudun
- 1250–1260 Maria, fiica precedentului

## Casa de Brienne
- 1250–1260 Alfons de Brienne, soțul precedentei (din 1227) și fiul lui Ioan de Brienne cu Berengaria de Castilia; d. 1270
- 1260–1294 Ioan I, fiul precedenților
- 1294–1302 Ioan al II-lea, fiul precedentului, de asemenea conte de Guînes
- 1302–1344 Raul al III-lea d'Eu, fiul precedentului, de asemenea conte de Guînes și conetabil al Franței
- 1344–1350 Raul al IV-lea d'Eu, fiul precedentului

Raul al IV-lea a fost acuzat de trădare în 1350, iar comitatul a fost confiscat, după care a fost acordat lui Ioan de Artois.

## Casa de Artois
- 1352–1387 Ioan al III-lea, fiul lui Robert al III-lea de Artois cu Ioana de Valois
- 1387 Robert, fiul precedentului
- 1387–1397 Filip I, fratele precedentului
- 1397–1399 Filip al II-lea, fiul precedentului
- 1399–1472 Carol, fratele precedentului

## Casa de Bourchier
- 1419–1420 Guillaume Bourchier (numit de regele Henric al V-lea al Angliei, în competiție cu Carol de Artois)

## Casa de Burgundia-Nevers
- 1472–1491 Ioan al IV-lea, nepotul de frate al lui Carol și fiul contelui Filip al II-lea de Nevers cu Bona de Artois, de asemenea conte de Nevers și Rethel

## Casa de Cleves
- 1492–1506 Engelbert of Cleves, nepotul de fiică al precedentului
- 1506–1521 Carol
- 1521–1561 Francisc I de Nevers, fiul precedentului
- 1561–1562 Francisc al II-lea, fiul precedentului
- 1562–1564 Iacob de Cleves
- 1564–1633 Ecaterina de Cleves, împreună cu următorii:
  - 1564–1567 Anton al III-lea de Croy, principe de Porcien (primul soț)
  - 1570–1588 Henric I, Duce de Guise (al doilea soț)
  - 1588–1633 Carol, Duce of Guise (fiu)

## Casa de Guise
- 1633–1640 Carol
- 1640–1654 Henric al II-lea, Duce de Guise
- 1654 Ludovic de Joyeuse
- 1654–1660 Ludovic Iosif, Duce de Guise

În 1660, el a vândut Eu ducesei de Montpensier.

## Casa de Montpensier
- 1660–1681 Ana Maria Luiza de Orléans

În 1681, ea a vândut Eu ducelui de Maine.

## Casa de Bourbon
Titlul a fost utilizat de către casa de Bourbon din Maine până în 1775, an în care casa s-a stins. El a trecut apoi asupra verilor numiți du Maines: casa de Bourbon-Penthièvre
- 1681–1736 Ludovic-August de Bourbon, duce de Maine
- 1736–1755 Ludovic-August, principe de Dombes, fiul ducelui de Maine
- 1755–1775 Ludovic-Carol d'Eu, fratele principelui de Dombes
- 1775–1793 Ludovic Ioan Marie de Bourbon, duce de Penthièvre, nepotul ducelui de Maine prin Ludovic-Alexandru de Bourbon, conte de Toulouse
- 1793–1821 Luiza Maria Adelaida de Bourbon, nepoata contelui de Toulouse, împreună cu soțul ei:
  - 1793 Louis Philippe al II-lea, Duce de Orléans

## Casa de Orléans
- 1842–1922 Gaston d'Eu
- 1974– Fulc, duce de Aumale